# Cantharocnemis occidentalis
Cantharocnemis occidentalis es una especie de escarabajo longicornio del género Cantharocnemis, tribu Cantharocnemini, orden Coleoptera. Fue descrita científicamente por Gilmour en 1956.

## Descripción
Mide 39 milímetros de longitud.

## Distribución
Se distribuye por Sierra Leona.